# Miranda!
Miranda! ist eine argentinische Elektropop-Band, die 2001 gegründet wurde und zunächst in der südamerikanischen Alternative- und Schwulenszene sehr beliebt war, heute aber auch international kommerziell erfolgreich ist. Den Namen nahmen sie von dem als „Dandy“ bekannten argentinischen Schauspieler Osvaldo Miranda.

## Bandgeschichte
Die Bandgründung geht auf die Initiative von Alejandro „Ale“ Sergi zurück, der bereits seit den frühen 90er Jahren in mehreren Bands im Underground von Buenos Aires aktiv war, ohne jedoch kommerziell erfolgreich zu sein. 2001 traf er im Rahmen von Theater- und Varieté-Veranstaltungen für das Kulturzentrum Cemento auf die Jazzsängerin Juliana Gattas. Durch diese Bekanntschaft kam die Idee eines gemeinsamen Technopop-Musikprojektes auf. Der Diskothekenmogul und damalige Besitzer des Cemento, Omar Chabán (heute wegen eines Großbrandes in der Diskothek República Cromañón Ende 2004 mit über 190 Toten verhaftet), war nach Aussage der Band ihr Entdecker und Mentor.
Im Rahmen dieser Bekanntschaft formierten Sergi und Gattas für einen Auftritt in diesem Lokal die Band und benannten sich nach dem bekannten argentinischen Schauspieler Osvaldo Miranda, der einer ihrer Idole war. Trotz eines Repertoires von zunächst nur drei eigenen Songs erhielten sie viel Zuspruch im Cemento und beschlossen daher, das Bandprojekt weiterzuführen. Sie spielten nun mit Erfolg auch in anderen Lokalen im Bonarenser Untergrund.
2002 nahmen sie ihr Debütalbum Es mentira mit 10 Songs auf, die stilistisch Einflüsse der Genres House, Disco, Drum and Bass, Electro und Balladen aufwiesen. Dieses unabhängig in Kooperation mit dem bekannten House-Produzenten Boeing produzierte Album wurde zu einem landesweiten Erfolg in der Alternativen-Szene Argentiniens, und die Band begann auch in anderen Städten erfolgreiche Auftritte zu absolvieren. Songs wie Bailarina, Tu juego und Romix wurden zu beliebten Club-Hits, und Miranda! wurden immer mehr zu einer Modeerscheinung im Untergrund, weswegen sie für die Plattenindustrie interessant wurden.
Das gemeinsam mit der Latin-Rock-Band Árbol produzierte zweite Album Sin restricciones erschien 2004 bei einem der größten Indielabels Argentiniens, Locomotion, und wurde massiv beworben, Schon davor war Es mentira remastert und neu veröffentlicht worden. Sin Restricciones ist stilistisch eine Weiterführung des Konzeptes des Debüts, wirkt aber eingängiger und glatter produziert; dabei dauert als konsequente Umsetzung des Prinzips „leichter und fröhlicher Popmusik“ kein Song über 4 Minuten.
Das Album wurde zu einem durchschlagenden kommerziellen Erfolg im ganzen Land. Die erste Auskopplung Yo te diré wurde zu einem der größten Sommerhits Anfang 2005. Noch erfolgreicher wurde die zweite Auskopplung Don im (argentinischen) Herbst 2005, mit der der Band der Sprung in die Spitzenpositionen der Airplay-Charts der Nachbarländer Bolivien, Uruguay und Chile gelang. Im selben Jahr wurde Sin restricciones mit dem bekanntesten Medienpreis Argentiniens, dem Premio Gardel, für das beste Popalbum ausgezeichnet. Auch in Mexiko wurden sie nach einer Tour Ende des Jahres und einer Zusammenarbeit mit Julieta Venegas im Song Perfecta bekannt.
2007 veröffentlichten sie ihr drittes Album El disco de tu corazón, aus dem als Single der Song Prisionero ausgekoppelt wurde.

## Musik und Texte
Die Musik der Band hat vielfältige Einflüsse, die vom Disco, House bis zum Drum and Bass reichen, am prägendsten war jedoch wohl der Synthie-Pop der frühen 80er Jahre (New Romantics). Die Bandmitglieder bezeichneten insbesondere die in den 80er Jahren erfolgreichen Synthpop-Bands Virus und Pimpinela als Einflüsse. In der Presse wurden Miranda! auch als südamerikanische Erasure bezeichnet, vor allem wegen der hohen Falsettstimme von Alejandro Sergi, die zusammen mit den von Emotionen überladenen, nicht wirklich ernstzunehmenden Texten der Band ein extrem kitschiges Element verleiht, das auch in den Performances der Shows zum Tragen kommt.
Die Texte handeln meist von Problemen und Fantasien in der Liebe und enthalten teilweise explizite sexuelle Elemente. Besonders nach dem großen Erfolg von Sin restricciones 2004, der der Band viele sehr junge Fans teils im Kindesalter bescherte, wurde aus konservativen Kreisen deshalb Kritik an der Band laut. Besonders kritisiert wurde der Song El profe (deutsch: Der Lehrer), die dritte Auskopplung des Albums, in dem es scheinbar um sexuelle Fantasien eines Lehrers mit einer seiner Schülerinnen geht und in dem unter anderem die Zeilen Quisiera que me mientas cuando pregunte tu edad (Ich will, dass du mich anlügst, wenn ich nach deinem Alter frage) und Quiero tocarme y acabar en ti (Ich will mich berühren und in dir „kommen“) vorkommen. Dies wurde als Verherrlichung der Pädophilie gewertet. Dabei wurde jedoch missverstanden, dass es im Song nicht um einen realen Lehrer und seine Schülerin geht, sondern um einen Mann, der sich vorstellt, mit seiner Partnerin ein Lehrer-Schülerin-Spiel zu machen – also eine auch in der normalen Bevölkerung beliebte Art des Liebesspiels.

## Performances
Bei den Liveauftritten tragen die Bandmitglieder Kostüme, die an die Glamrock-Bewegung der 70er Jahre erinnern. Während insbesondere der Sänger Alejandro Sergi und der Gitarrist „Lolo“ Fuentes mit homoerotischen Elementen spielen, halten sich Juliana Gattas und besonders Bruno de Vicenti eher im Hintergrund. Die Tanzeinlagen von Sergi erinnern auffällig an die Comedy-Persönlichkeit Mr. Bean von Rowan Atkinson, er wurde aber auch mit Freddie Mercury verglichen.
Ihre Performances sind deutlich von der Theater- und Varieté-Vergangenheit geprägt, und so kommt es immer wieder zum Einsatz von zahlreichen Utensilien, z. B. Telefonen, Spiegeln oder Zauberstäben. Im bisher größten Hit Don wurde ihr bisher bekanntester Gag eingebaut, der als eines der Markenzeichen der Band angesehen wird: Ein eigentlich sehr simples Gitarrensolo von Lolo Fuentes wird ironisch als Es un solo - Es la guitarra de Lolo! (etwa: Was für ein Solo – die Gitarre von Lolo!) angekündigt. Bei den Liveauftritten schwebt Lolo während dieses „Solos“ an einem Seil durch die Luft. Dieser Gag wurde sogar in der Boulevardpresse Argentiniens ausgeschlachtet und bescherte ihnen Auftritte in bedeutenden Fernsehshows.

## Diskografie

### Alben
- Es mentira (2002, Secsy Discos / Locomotion)
- Sin restricciones (2004, Locomotion; AR: Platin)[1]
- Sin restricciones en vivo (2005, Livealbum)
- El disco de tu corazón (2007)
- El templo del pop (Best-of-Album, 2008, Pelo Music)
- Es imposible! (2009)
- Directo! (Livealbum, 2009)
- Magistral (2011)
- Luna magistral (Livealbum, 2012)
- Safari (2014)

### Videoalben
- Sin restricciones en vivo (2005; AR: Platin)